# Джакхар, Балрам
В Википедии есть статьи о других людях с фамилией или готрой Джакхар
Шри Балрам Джакхар (хинди बलराम जाखड़, англ. Balram или Bal Ram Jakhar; 23 августа 1923, д. Панджкоси, Пенджаб — 3 февраля 2016, Дели) — индийский государственный деятель; был видным представителем партии Индийский национальный конгресс, депутатом Лок сабхи четырёх созывов, её спикером (1980—1989), министром сельского хозяйства Индии (1991—1996), губернатор штата Мадхья-Прадеш (2004—2009).

## Биография и карьера
Родился в джатской фермерской семье Чаудхари Раджарама Джакхара и его жены Патодеви. В 1945 году закончил Христианский колледж Формана в Лахоре, получив диплом с отличием по языкознанию со специализацией в санскрите; помимо этого, знал панджаби, хинди, урду и английский языки. После получения высшего образования и возвращения домой в течение нескольких десятилетий занимался растениеводством, в частности, был первым, кто стал выращивать в регионе Абохар виноград и мандарины киннау. В 1975 году был удостоен президентом Индии премии Udyan Pandit национального уровня за вклад в растениеводство.
Парламентская карьера началась в 1972 году с избрания в законодательное собрание Пенджаба. Позднее он был переизбран в 1977 году, став лидером оппозиционной фракции.
В 1980 году он становится депутатом Лок сабхи (нижней палаты парламента Индии) 7-го созыва от округа Фирозпур, став её спикером, а в 1984 переизбран туда от округа Сикар, сохранив свой пост. Тем самым Джакхар оставался спикером индийского парламента с 1980 по 1989 год — дольше, чем кто либо ещё в этой должности.
Занимая высшую должность Лок сабхи, помимо собственно ведения заседаний, Балрам Джакхар активно занимался улучшением парламентской работы, в частности, основал Парламентский музей, развивал библиотеку парламента, его систему документации и информационно-реферативные сервисы, компьютеризировал и автоматизировал систему голосований. В качестве председателя индийского законодательного собрания участвовал в работе Парламентской ассамблеи Британского Содружества, а в 1984—1987 годах возглавлял её, став первым представителем Азии на этом посту.
В 1991—1996 годах — министр сельского хозяйства Индии. Был вовлечен в «скандал хавалы», однако, как и большинство фигурантов, был признан Верховным судом Индии невиновным.
В 2004—2009 годах занимал должность губернатора штата Мадхья-Прадеш; в начале своей губернаторской каденции также в течение краткого времени был исполняющим обязанности губернатора штата Гуджарат.
Помимо государственных обязанностей, широко занимался общественной деятельностью. Делом всей его жизни были реформы сельского хозяйства Индии, включая как меры по социальной защите фермеров, так и проведение научных исследований и внедрение их результатов для повышения урожайности сельскохозяйственных культур. За эту работу он был удостоен нескольких наград и почётных званий. Сельскохозяйственный университет Харьяны имени Чоудхари Чарана Сингха в Хисаре, которому он в 1992 году помог основать станцию экспериментального растениеводства, сделал его своим почётным доктором, а университет Gurukul Kangri Vishwavidyalaya в Харидваре — удостоил почётного звания Vidya Martand. Кроме этого, Джакхар участвовал в работе и руководстве нескольких благотворительных фондов.
В конце жизни долго болел, за год до смерти перенёс инсульт.

## Дополнительные ссылки и литература
- Ratna Tikoo. Portrait of a farmer: Dr. Bal Ram Jakhar, speaker, Lok Sabha, in the service of the people and the Parliament of India, his life and ideas. — National Publishing House, 1987. — 127 p. — ISBN 9788121401050.
- Pratibha Patil. Speech by the President of India on the Occasion of the 85th Birthday of Dr. Balram Jakhar, Governor of Madhya Pradesh, in Parliament House (англ.). Smt. Pratibha Devisingh Patil (Former President of India) website at National Informatics Centre (7 сентября 2007). Дата обращения: 4 февраля 2016.
- Congress, Sonia Gandhi condole Balram Jakhar's demise (англ.). Zee News[англ.] (3 февраля 2016). Дата обращения: 4 февраля 2016.
- Congress leader Balram Jakhar passes away (англ.). The Indian Express (4 февраля 2016). Дата обращения: 4 февраля 2016.
- Veteran Congress leader Balram Jakahar passes away (англ.). Business Standard (3 февраля 2016). Дата обращения: 4 февраля 2016.
- Former Speaker Balram Jakhar passes away (англ.). Business Standard (3 февраля 2016). Дата обращения: 4 февраля 2016.
- Narendra Modi. Veteran Congress leader Balram Jakhar dead (англ.). GSTV[англ.] (3 февраля 2016). Дата обращения: 4 февраля 2016. Архивировано из оригинала 6 марта 2016 года.
- राष्ट्रमंडल सांसद कार्यकारी फोरम के पहले एशियाई सभापति थे जाखड़ (хинди). Rajasthan Patrika (3 февраля 2016). Дата обращения: 4 февраля 2016.